# Asota inversa
Asota inversa là một loài bướm đêm trong họ Erebidae.